# Cantone di Dreux-Ovest
Il Cantone di Dreux-Ovest era una divisione amministrativa dell'arrondissement di Dreux.
A seguito della riforma approvata con decreto del 24 febbraio 2014, che ha avuto attuazione dopo le elezioni dipartimentali del 2015, è stato soppresso.

## Composizione
Comprendeva parte della città di Dreux e i comuni di:
- Allainville
- Boissy-en-Drouais
- Crécy-Couvé
- Garancières-en-Drouais
- Louvilliers-en-Drouais
- Montreuil
- Saulnières
- Vert-en-Drouais